# Sékouantou
Sékouantou est une localité située dans le département de Bilanga de la province de la Gnagna dans la région Est au Burkina Faso.

## Géographie
Sékouantou se trouve à 9 km au sud-est de Bilanga sur la route nationale 18.

## Santé et éducation
Le centre de soins le plus proche de Sékouantou est le centre de santé et de promotion sociale (CSPS) de Bilanga.
Le village possède une école primaire publique.